# Mladá Vožice
Mladá Vožice är en stad i Tjeckien.   Den ligger i regionen Södra Böhmen, i den centrala delen av landet, 70 km söder om huvudstaden Prag. Mladá Vožice ligger 450 meter över havet och antalet invånare är 2 772.
Terrängen runt Mladá Vožice är platt västerut, men österut är den kuperad. Mladá Vožice ligger nere i en dal. Runt Mladá Vožice är det ganska glesbefolkat, med 22 invånare per kvadratkilometer. Närmaste större samhälle är Tábor, 17,1 km sydväst om Mladá Vožice. Omgivningarna runt Mladá Vožice är en mosaik av jordbruksmark och naturlig växtlighet.

## Galleri

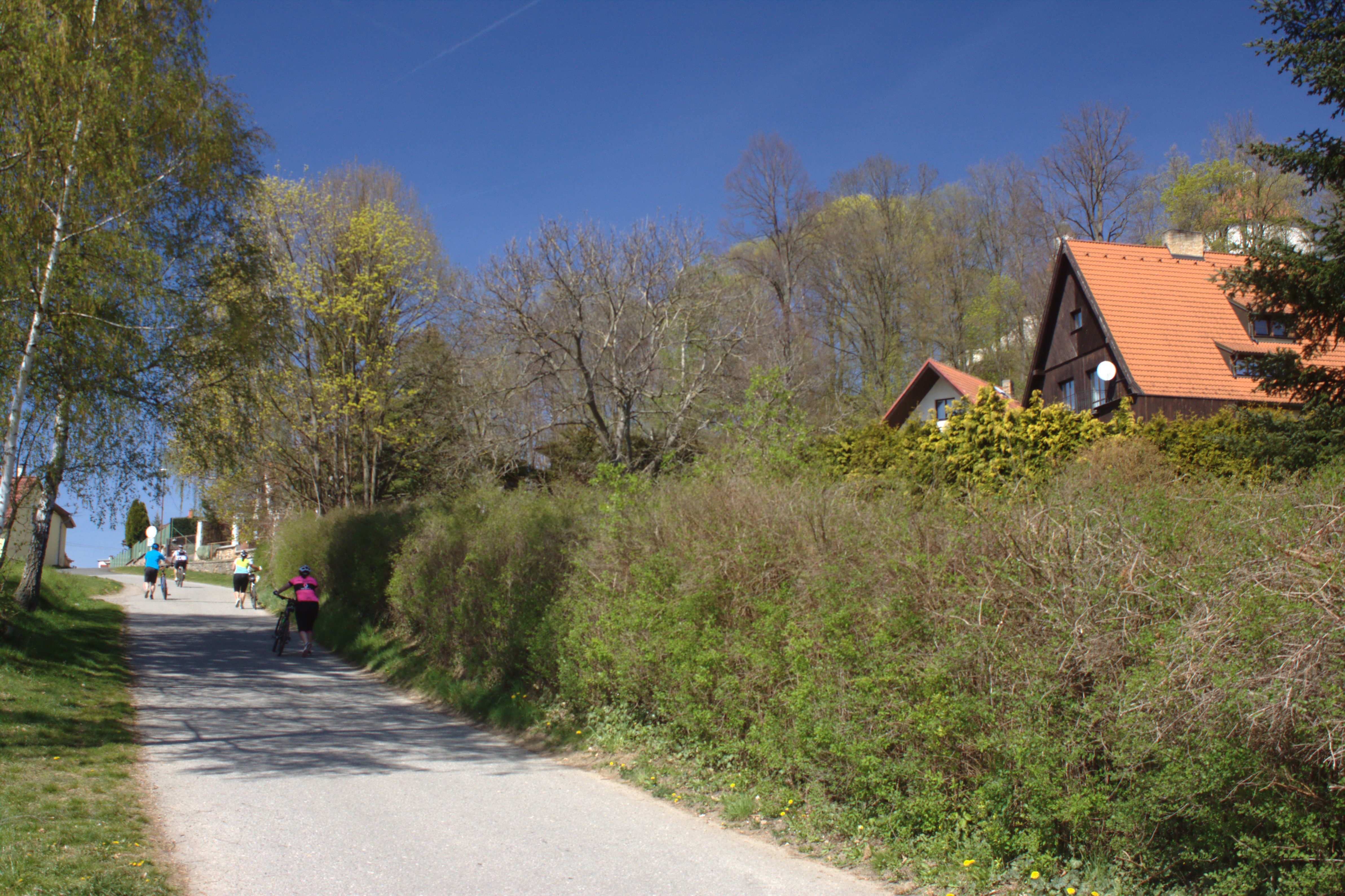
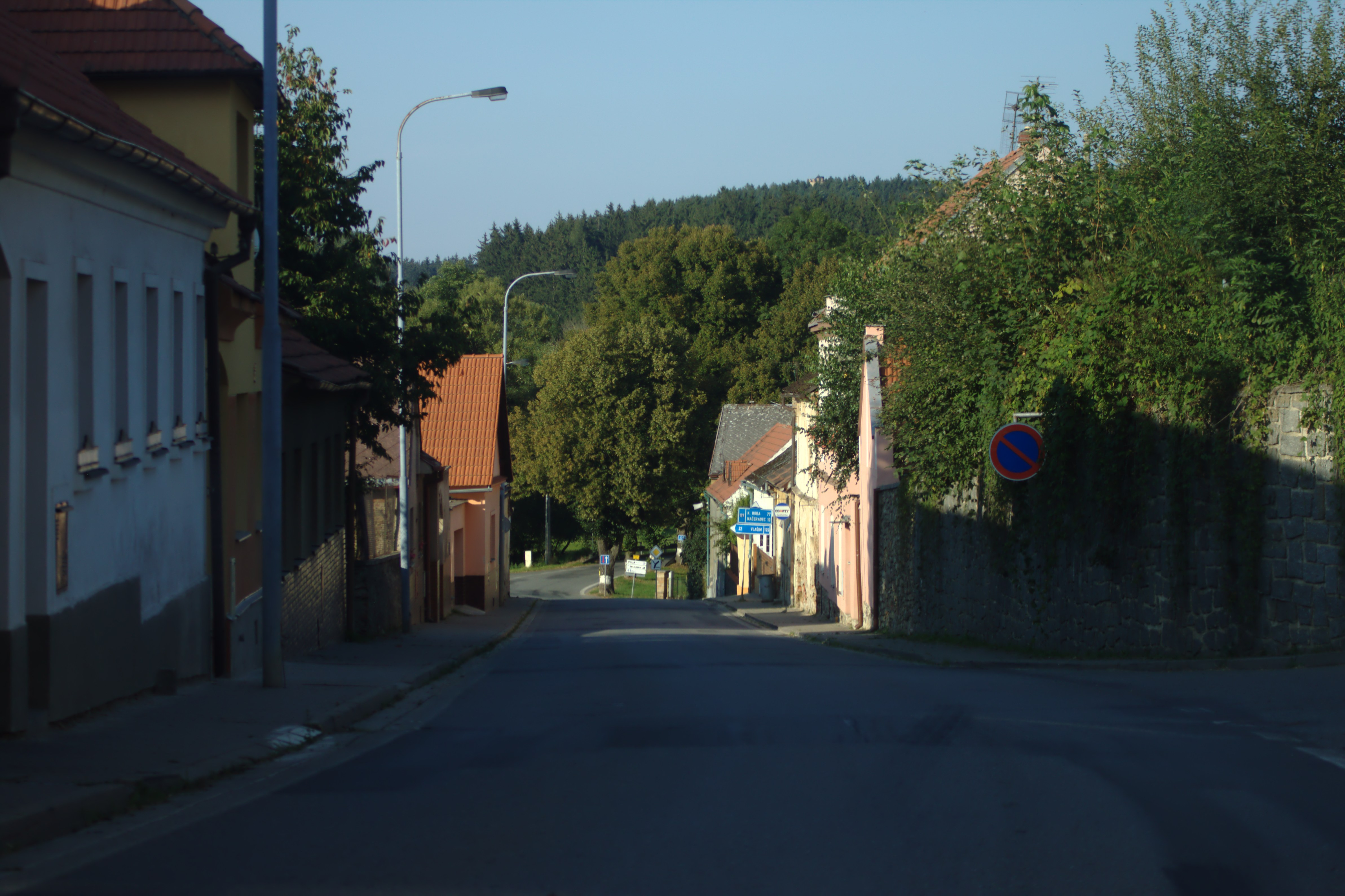